# Max Décugis
Maxime Omer Mathieu „Max“ Décugis (oft auch Decugis; * 24. September 1882 in Paris; † 6. September 1978 in Biot) war ein französischer Tennisspieler. Er ist Rekordhalter für die meisten Olympischen Medaillen im Tennis, wenn man die Zwischenspiele von 1906 mitzählt.

## Karriere
Décugis gewann seine erste Medaille bei den Olympischen Sommerspielen 1900 in Paris. Ihm wurde für den zweiten Platz im Herrendoppel an der Seite von Basil Spalding de Garmendia die Silbermedaille überreicht. Im Endspiel gegen die Brüder Laurence und Reginald Doherty unterlagen sie deutlich und kamen nur zu zwei eigenen Spielgewinnen. Im Einzel hatte Décugis seine Teilnahme zurückgezogen. Bei den Olympischen Zwischenspielen 1906 in Athen gewann er Gold im Herreneinzel, indem er im Endspiel Maurice Germot besiegte. Zusammen mit selbigem gewann er auch das Doppel, wo sie gegen Griechen Ioannis Ballis und Xenophon Casdagli auch favorisiert waren. Durch den Sieg mit seiner Ehefrau Marie im Mixedwettbewerb gegen Sofia Marinou und Georgios Simiriotis, ebenfalls aus Griechenland, sicherte er sich alle drei möglichen Goldmedaillen im Tennis. Nachdem Décugis bei den Spielen 1908 und 1912 jeweils vor Start seine Teilnahme zurückgezogen hatte, trat er bei Olympischen Spielen 1920 mit 37 Jahren ein letztes Mal an. Im Einzel war er in der zweiten Runde gegen George Dodd chancenlos. Zusammen mit Suzanne Lenglen gewann er hingegen die Goldmedaille im Mixed und zusammen mit Pierre Albarran die Bronzemedaille im Doppel. Mit Lenglen dominierte er das Turnier deutlich, sie gaben nur einen Satz während des Turnierverlaufs ab. Im Herrendoppel boten sie den Briten Oswald Turnbull und Max Woosnam gut Paroli, letzterer war auch der Finalgegner im Mixed gewesen, verloren aber letztlich in vier Sätzen gegen die späteren Olympiasieger. Das Spiel-um-Platz-3 gewannen sie kampflos.

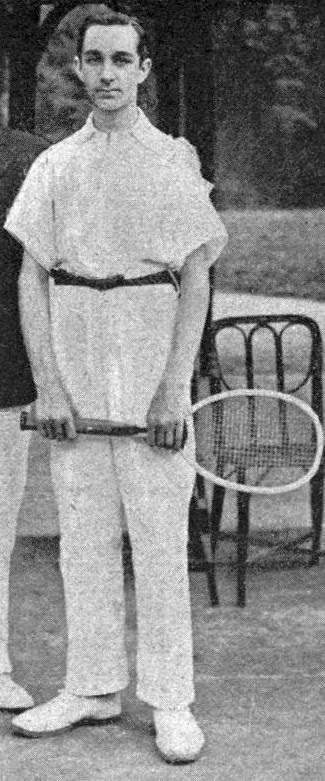
Décugis im Jahr 1902

Auch bei anderen Turnieren gelangen Décugis Erfolge. Zwei seiner ersten Titel gewann er 1901 und 1902 bei den internationalen deutschen Meisterschaften. Er gewann die Französischen Meisterschaften, den Vorläufer der French Open, zwischen 1903 und 1914 achtmal im Einzel und im Doppel von 1906 bis 1920 zusammen mit Maurice Germot zehnmal in Folge (14 Mal insgesamt). Außerdem siegte er siebenmal im Mixed. Zu dieser Zeit (bis 1925) konnten jedoch nur Spieler aus Tennisclubs in Frankreich an den Meisterschaften teilnehmen. Für die französische Davis-Cup-Mannschaft spielte er 1904 das erste Mal im Davis Cup, der damals noch International Lawn Tennis Challenge hieß. Bei insgesamt sechs Begegnungen bis 1919 erreichte Décugis nie das Endspiel und hielt eine Bilanz von 6:9.
Als einer der ersten Spieler kritisierte er, dass Tennis allein wohlhabenden Menschen vorbehalten war. Er selbst versuchte von dem Sport zu leben und verkaufte viele seiner Trophäen, um Geld zu erhalten. Als er sich von dem Geld ein Auto kaufte, wurde er 1910 zeitweise vom Vorläufer des französischen Verbands von Turnieren ausgeschlossen. Die Strafe wurde jedoch schnell zurückgenommen. Kurz darauf begann die erfolgreichste Zeit für Décugis Anfang der 1910er Jahre. Im Zuge der Brüsseler Weltausstellung 1910 fand ein Einladungsturnier statt. Dort gewann er gegen den Neuseeländer Anthony Wilding, der gerade das Turnier von Wimbledon gewonnen hatte, nachdem Décugis schon 3:6, 0:6, 4:5 zurückgelegen hatte. Der Schiedsrichter soll Décugis bei diesem Stand eine Kolanuss zum Essen gegeben haben, woraufhin er den Satz mit 7:5 noch drehte und die anschließenden zwei Sätze jeweils 6:0 gewann.
Mit André Gobert gewann Décugis 1911 die Doppelkonkurrenz von Wimbledon, indem sie Josiah Ritchie und Wilding bezwangen und damit zu den ersten französischen Grand-Slam-Siegern wurden. Im Folgejahr waren sie als Titelverteidiger im Finale gesetzt und verloren gegen Charles Dixon und Herbert Roper Barrett. Im Einzel schaffte er es 1911 und 1912 jeweils bis ins Halbfinale. Einmal schied er gegen seinen Landsmann André Gobert in fünf Sätzen und einmal gegen Dixon in vier Sätzen aus. Bei den Hartplatz-Weltmeisterschaften erzielte er 1913 und 1914 jeweils mit dem Halbfinale seine besten Einzelresultate. Im Doppel gewann er an selber Stelle einmal (1914) und im Mixed viermal (1912–1914, 1921). Bei den Tennis-Hallenweltmeisterschaften gewann er ebenfalls einmal im Doppel (1913) sowie zweimal im Mixed (1913, 1919), während er im Einzel 1919 das Endspiel gegen Gobert verlor. Mit 3:14 gegen Wilding sowie 3:10 gegen Gobert hatte Décugis die schlechtesten Bilanzen, während er gegen Germot mit 11:1 eine sehr positive Bilanz vorwies. Arthur Wallis Myers vom The Daily Telegraph, der jährlich Tennisranglisten veröffentlichte, stufte Décugis in den Jahren 1913 und 1914 jeweils als Nummer 10 der Welt ein.
Nach dem Krieg nahm er seine Turnieraktivität wieder auf und spielte bis 1923 wieder regelmäßig, wenn auch nicht mehr so erfolgreich wie zuvor. 1926 nahm er das letzte Mal am Einzelwettbewerb von Wimbledon teil, wo er die dritte Runde erreichte. Für eine kurze Zeit ab 1925 fungierte er als Kapitän der Davis-Cup-Mannschaft, wodurch er auch in Kontakt mit der zweiten großen Generation französischer Spieler, den vier Musketieren, kam.

## Spielweise
Décugis soll einen starken Aufschlag gehabt haben. Sein Wille ließ ihn viele Matches gewinnen. Zudem war er oft geduldig und wartete bis seine Gegner Fehler machten.
Bill Tilden schrieb über ihn:

“Decugis, crafty, cool, and experienced, is the veteran of many long seasons of match play. He is a master tactician, and wins most of his matches by outgeneralling the other player.”

„Decugis, schlau, cool und erfahren, ist der Veteran vieler langer Tennissaisons. Er ist ein Meistertaktiker und gewinnt die meisten seiner Matches, indem er die anderen Spieler ausspielt.“

## Persönliches
Décugis Vater war ein Kaufmann im Quartier des Halles. Der Firmenname des Vaters war Omer Décugis et fils, obgleich der Akzent beim Nachnamen von Max Décugis in der Geburtsurkunde fehlt. Das Unternehmen operiert bis heute im Handel mit Früchten und befindet sich in Familienhand. Englischen Quellen nutzten den Nachnamen dabei inkonsistent. Der Name mit „é“ stammt aus der Gemeinde Cuges-les-Pins.
Max Décugis hatte zwei Schwestern und zwei Brüder, von all denen er der zweitjüngste war. Er besuchte in Paris das Lycée Janson de Sailly. 1894 trat er als Zwölfjähriger dem Pariser Sportverein Racing Club de France bei. Später lebte er zeitweise in England, wo er auch die ersten Tennisturniere spielte.
Décugis heiratete 1905 Marie Flameng, Tochter des französischen Malers François Flameng. François Flamengs fertigte ein Porträt von Décugis an, das im Racing Club de France hängt. Mit ihr hatte er eine Tochter Christiane (1909–1974).Nach dem Tod von Marie Décugis im Jahr 1969 heiratete Max noch im selben Jahr Suzanne Louise Duval, mit der bis zu seinem Tod im Jahr 1978 verheiratet blieb. Die letzten Jahre seines Lebens verbrachte er an der Côte d’Azur. Er überlebte alle anderen Teilnehmer der Olympischen Spiele 1900.
Sein Großneffe Arnaud Décugis heiratete die Tennisspielerin der 1990er Jahre Julie Halard-Decugis.

## Erfolge (Auswahl)
| Legende (Anzahl der Siege) |
| Grand Slam (1)             |
| Olympische Spiele (4)      |
| Sonstige Turniere          |

| Titel nach Belag |
| ---------------- |
| Hartplatz (0)    |
| Sand (0)         |
| Rasen (5)        |

### Einzel

#### Turniersiege
| Nr. | Jahr           | Turnier | Belag | Finalgegner    | Endergebnis        |
| --- | -------------- | ------- | ----- | -------------- | ------------------ |
| 1.  | 26. April 1906 | Athen   | Rasen | Maurice Germot | 6:1, 7:9, 6:4, 6:1 |

### Doppel

#### Turniersiege
| Nr. | Jahr            | Turnier   | Belag | Partner         | Finalgegner                            | Endergebnis             |
| --- | --------------- | --------- | ----- | --------------- | -------------------------------------- | ----------------------- |
| 1.  | 25. April 1906  | Athen     | Rasen | Maurice Germot  | Ioannis Ballis Xenophon Kasdaglis      | 6:3, 9:7, 3:6, 0:6, 6:0 |
| 2.  | 8. Juli 1911    | Wimbledon | Rasen | André Gobert    | Vereinigtes Königreich Anthony Wilding | 9:7, 5:7, 6:3, 2:6, 6:2 |
| 3.  | 24. August 1920 | Antwerpen | Rasen | Suzanne Lenglen | Kathleen McKane Godfree Max Woosnam    | 6:4, 6:2                |

#### Finalteilnahmen
| Nr. | Jahr          | Turnier   | Belag | Partner                     | Finalgegner                       | Endergebnis        |
| --- | ------------- | --------- | ----- | --------------------------- | --------------------------------- | ------------------ |
| 1.  | 11. Juli 1900 | Paris     | Rasen | Basil Spalding de Garmendia | Laurence Doherty Reginald Doherty | 1:6, 1:6, 0:6      |
| 2.  | 8. Juli 1912  | Wimbledon | Rasen | André Gobert                | C. Dixon Herbert Roper Barrett    | 6:3, 3:6, 4:6, 5:7 |

### Mixed

#### Finalteilnahmen
| Nr. | Jahr           | Turnier   | Belag | Partnerin       | Finalgegner                      | Endergebnis |
| --- | -------------- | --------- | ----- | --------------- | -------------------------------- | ----------- |
| 1.  | 26. April 1906 | Athen     | Rasen | Marie Décugis   | Aspasia Matsa Xenophon Kasdaglis | 6:3, 7:5    |
| 2.  | 2. Juli 1921   | Wimbledon | Rasen | Phyllis Howkins | Randolph Lycett Elizabeth Ryan   | 3:6, 1:6    |